# 부여 무량사 김시습 승탑
부여 무량사 김시습 부도(扶餘 無量寺 金時習 浮屠)은 충청남도 부여군 무량사에 있는, 김시습의 승탑(僧塔)이다. 1973년 12월 24일 충청남도의 유형문화재 제25호로 지정되었다.

## 역사
매월당 김시습(1435∼1493)의 사리를 모신 승탑이다. 김시습은 생육신의 한 분으로, 21세 때에 수양대군(후의 세조)의 왕위찬탈 소식을 듣고 불교에 입문하여 만년을 무량사에서 보내다 입적하였다. 조선시대의 승탑으로는 조각이 매우 우수하고 화려하다. 일제강점기에 폭풍우로 나무가 쓰러지면서 함께 넘어졌는데 그 때 밑에서 사리 1점이 나온 것을 국립부여박물관에서 보관하고 있다.
신라와 고려시대의 양식을 계승한 작품으로 1495년 건립되었다.

## 현재 모습
팔각원당형 승탑이다. 이 승탑은 아래의 3단을 이루는 기단 위에 탑신과 머리장식을 올렸는데 모든 부재의 단면이 8각을 이루고 있고 전체높이는 284cm이다. 기단은 위·아래받침돌에 연꽃을 장식하고, 가운데 받침돌에는 구름 속에서 두 마리의 용이 여의주를 다투는 형상을 새겼다. 탑신의 몸돌에는 아무런 장식이 없고, 연꽃덮개가 조각된 지붕돌에는 꽃장식이 달린 여덟 귀퉁이가 높게 들려있다. 꼭대기에는 복(覆鉢:엎어놓은 그릇모양의 장식)과 보주(寶珠:꽃봉오리모양의 장식) 등이 남아 머리장식을 하고 있다.

## 같이 보기
- 김시습

## 참고 자료
- 무량사김시습부도 - 국가유산청 국가유산포털